# Eugène Boch
Eugène Boch, född 1 september 1855 i Saint-Vaast i La Louvière i Hainaut, död 3 januari 1941 i Monthyon, var en belgisk målare och konstsamlare. Hon var verksam i den Brysselbaserade konstnärsgruppen Les XX och var framförallt knuten till konstriktningarna impressionism. Konstnären Anna Boch var hans äldre syster.